# Banco de Cataluña

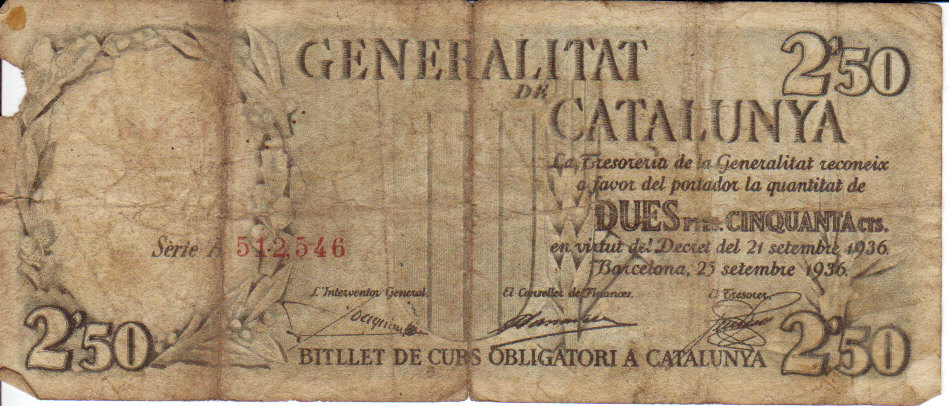
Billete de la Generalidad de Cataluña.

El Banco de Cataluña fue una entidad financiera catalana fundada en Barcelona en 1920.
A los diez años de su funcionamiento se convirtió en la entidad más dinámica y ambiciosa del mundo financiero catalán del siglo XX, bajo la dirección del Eduard Recasens i Mercader, que fue uno de los cien grandes capitalistas de la España del primer tercio del siglo XX, gracias a la importancia de sus cargos de gestión empresarial privada.
En 1930, el Banco de Cataluña creó la empresa Compañía Española de Petróleos S.A. (CEPSA).
El 7 de julio de 1931 debido a una campaña de descrédito por parte de las autoridades republicanas, que veían muy vinculado al banco con los intereses de la Dictadura y a la retirada de las cuentas bancaria de CAMPSA, ordenada por el ministro de finanzas Indalecio Prieto llevaron al banco a la quiebra, obligando a malvender el Banco de Cataluña al Banco de Vizcaya.

## Edificios de la entidad
En 1931 la dirección del banco se encontraba en la Rambla de los Estudios nº 12 de Barcelona
En Gerona poseía un emblemático edificio gótico, situado en la calle Ciudadanos nº 19 y que actualmente es propiedad de la Fundació Caixa de Girona y sede del Centre Cultural Caixa de Girona.
En 1930 el Banco de Cataluña había abierto oficinas en la ciudad francesa de París.